# Lycophidion irroratum
Lycophidion irroratum (бліда вовча змія) — вид змій родини Lamprophiidae. Мешкає в Західній і Центральній Африці.

## Поширення і екологія
Бліді вовчі змії поширені від Гамбії до Центральноафриканської Республіки. Вони живуть в рідколіссях, трапляються у вологих гвінейських лісосаванах, на висоті до 1050 м над рівнем моря. Ведуть нічний спосіб життя, живляться ящірками.